# Bataille de Cassano (1259)
Pour les articles homonymes, voir Bataille de Cassano.
Guerres entre guelfes et gibelins
Batailles
1150 – 1200
- Vernavola (1154)
- Spolète (1155)
- Tortone (1155)
- Milan (1158)
- Siziano (1159)
- Crema (1159)
- Carcano (1160)
- Milan (1162)
- Prataporci (1167)
- Alexandrie (1174-1175)
- Legnano (1176)

1201 – 1250
- Calcinato (1201)
- Casei Gerola (1213)
- Cortenuova (1237)
- Brescia (1238)
- Faenza (1239)
- Giglio (1241)
- Viterbe (1243)
- Parme (1248)
- Fossalta (1249)
- Cingoli (1250)

1251 – 1300
- Bataille de Montebruno (1255)
- Cassano (1259)
- Montaperti (1260)
- Bénévent (1266)
- Tagliacozzo (1268)
- Colle (1269)
- Roccavione (1275)
- Desio (1277)
- Forlì (1282)
- Pieve al Toppo (1288)
- Campaldino (1289)

1301 – 1350
- Pavie (1302)
- La Lastra (1304)
- Milan (1311)
- Soncino (1312)
- Gaggiano (1313)
- Rho (1313)
- Ponte San Pietro (1313)
- Scrivia (1315)
- Montecatini (1315)
- Pavie (1315)
- Sestri (1318)
- Bardi (1321)
- Mirandola (1321)
- Gorgonzola (1323)
- Vaprio d'Adda (1324)
- Altopascio (1324)
- Zappolino (1325)
- San Felice (1332)
- San Quirico (1341)
- Gamenario (1345)

1351 – 1402
- Mirandola (1355)
- Casorate (1356)
- Solara (1356)
- Alexandrie (1391)
- Casalecchio (1402)

La bataille de Cassano oppose le 16 septembre 1259 à Cassano d'Adda deux armées appartenant aux factions adverses des guelfes et des gibelins et se termine par la victoire des guelfes.

## Histoire
Ezzelino III da Romano seigneur de Vérone surnommé le féroce, après avoir occupé Brescia se dirigea vers Milan avec l’intention d’en prendre possession. La tentative échoua et sur le retour, après avoir saccagé et pillé quelques cités comme Vimercate et tenté, sans succès, l’assaut de la forteresse de Cassano d'Adda, Ezzelino fut vaincu par les milanais et leurs alliés de la Ligue des Guelfes, commandée par Martino della Torre et Azzo d’Este.
Le 27 septembre 1259, blessé à un pied par un certain Antelmo da Cova, Ezzelino tenta de se sauver en se jetant dans l’Adda. Capturé il fut enfermé dans la forteresse de Soncino, mais refusant tout soin et sacrement, allant même jusqu’à arracher ses pansements. Il y mourut peu de temps après à l’âge de 62 ans.

## Commémoration
Encore aujourd’hui à Soncino, chaque semaine un son de cloche rappelle sa mort et la légende veut qu’il fut enterré avec son trésor.